# Thesium linophyllon
Thesium linophyllon är en sandelträdsväxtart som beskrevs av Carl von Linné. Thesium linophyllon ingår i släktet spindelörter, och familjen sandelträdsväxter. Utöver nominatformen finns också underarten T. l. pilosiusculum.